# Kronenorden (Monaco)

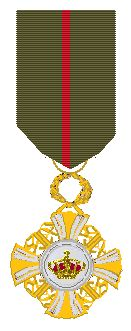
Kronenorden

Der Kronenorden wurde am 20. Juli 1960 durch Fürst Rainier III. von Monaco zur Belohnung der dem Fürsten persönlich geleisteten Dienste gestiftet und wird als Zeichen seiner Achtung an In- und Ausländer in fünf Klassen verliehen.

## Klassen
Der Orden besteht aus fünf Klassen.
- Großkreuz
- Großoffizier
- Kommandeur
- Offizier
- Ritter

## Ordensdekoration
Das Ordenszeichen ist ein Spatenkreuz mit kannelierten Silberarmen und einem goldenen Mittelstreifen. Zwischen den Kreuzarmen die verschlungenen Initialen des Stifters in Gold. Im weißemaillierten Medaillon ist die Fürstenkrone zu sehen. Rückseitig die Rhomben des Staatswappen in Gold. Zwischen Kreuz und Tragering ist ein Kranz von Eichen- und Lorbeerblättern angebracht.

## Trageweise
Getragen wird das Großkreuz mit einer Schärpe von der linken Schulter zur rechten Hüfte sowie mit einem Bruststern. Großoffiziere tragen zum Bruststern noch einen Halsorden, Kommandeure nur denselben. Offiziere und Ritter die Auszeichnung am Band auf der linken Brust. Bei Offizieren ist auf dem Band außerdem noch eine Rosette angebracht.
Das Ordensband ist olivgrün mit einem roten Mittelstreifen.